# Hajnóczy Dániel
Hajnóczy Dániel (Vágbeszterce, 1690. április 9. – Sopron, 1747. február 26.) evangélikus gimnáziumi igazgató.

## Életpályája
Sopronban tanult és 1715-től a wittenbergi egyetemen a bölcseletet és teológiát hallgatta. Hazájába visszatérvén a soproni gimnáziumban prorectori címmel tanított, majd conrector és rektor lett (1742). A jenai tudós társaságnak is tagja volt. Tantervet készített a gimnázium számára, mely rendszabályok 1747-ben bekövetkezett halála után is, minden lényeges változtatás nélkül, negyven évig fenntartattak. Özvegye Deckard Zsuzsánna Katalin, fia János Károly és leánya Ilona Zsuzsánna gyászolták. Oertel János Gottfried mondott fölötte gyászbeszédet. Hajnóczy akár tudományos műveltségét, akár tanári képességét tekintve, egyike volt a legkitűnőbb tanároknak; Wallaszky szerint pedig kora Cicerojának nevezték. Nevét Haynóczinak írta; mások Hainóczynak és Haynóczynak is írták.

## Művei
- Dissertatio theologica de pharisaeis et scribis in cathedra Mosis sedentibus audiendis ex Matth. XXIII. 1. 2. 3. Quam... praeside Mart. Chladenio eruditorum examini submittit. Vitembergae, 1718.
- Oratio funebris in laudes dni Stephani Török de Telekes, cum, relicto magno sui desiderio, efferretur, habita ad d. VIII. idus Aprilis, a. 1723. Lipsiae. (Többekkel együtt).
- Epithalamion quod viro... domino Joanni Jacobo Neuholdio... virginem... Mariam Susannam gente Pameriam, sanctissimo matrimonii foedere, in perpetuam vitae utriusque sortis ac tori sociam ducenti, anno... 1729, die 20. Junii. Cum religiosa felicitatis constantis apprecatione; inter fausta taedorum solennia, dicat. Jaurini.
- Panegyricus dno Ferdinando Dobnero de Ratenhoff... cum a. c. 1730. pridie idus februarias efferretur, in solemni exequiarum comitatu, supremi honoris ac pietatis declarandae causa, dictus. Hely n.. 1731. (Pilgram, Joh. Sig., Die himmlisch gesinnete Christen... cz. gyűjteményes gyászmunkában).
- Laudatio funebris qua seren. principem Eugenium Franciscum Sabaudiae ac Pedemontii ducem... gloria rerum pace belloque gestarum immortalem victoriis Turcicum Gallicum Hispanicum de aug. domo Austriae imperioque christiano optime meritum cum anno 1736. die 11. kal. Maias relicto magno sui desiderio Vindobonae Pannonum mortuus publiceque elatus ad d. 7. idus quintiles solemni exequiaram pompa auctoritate publica velut immortalitati consecraretur pro virium suarum modulo persecutus est. Viennae, 1737. (UgyanazViennae, 1792.)
- Epitaphium Apellae Josepho Süss Oppenheimio ob nefanda facinora, conatusque impios an. 1738. jure optimo in furcam ferream acto, et caveae incluso, scriptum ab Hungaro. Tubingae, 1738.
- Georgius Sigismundus Liebezeit... in funeris sui celebritate anno 1739. VIII. idus Decembres laudatus. Sempronii.
- Luctus musarum Pannonidum in augustum funus divi Caroli VI... anno 1740. die 13. kal. Nov. meliore sui parte coelo recepti publice institutus. Sempronii, 1740. (Exercitationes societatis latinae quae Jenae est vulgatae ... Lipsiae, 1743. cz. gyűjteményben is.)
- Versus memoriales. De quantitate syllabarum et pedum carminumque varietate. Ratisbonae, 1741. (Mely tankönyv még a jelen század 30-as éveiben is használtatott Sopronban.)
- Epistola gratulatoria ad virum Dei dn. Io. Sipkovics Toth ecclesiae Tetientis pastorem fidelissimum... cum is ad provinciam sacram superattendentis in ecclesiis Hungariae Trans-Danubianis quae sunt aug. conf. communibus suffragiis sibi delatam anno 1742. d. VII. kal. Martii in ecclesia Vadosfalvensi publice solemniter rite consecraretur. Halae. 1742.
- Oratio funebris viro perill. ac gener. dno Io. Georgio Kramer... in lib. reg. civitatem Semproniensem... consulari dignitate praeclare merito... habita. Hely n. (1742.)

Midőn 1739-ben a soproni convent részéről Oertel elkísérésére Besztercebányára küldetett, ezen útját Iter neosoliense c. kéziratában leírta, mely igen érdekes rajzát adja azon kor szokásainak, és beleszőtte Sopronnak régibb és újabb polgári s egyházi nevezetesb eseményeit.